# Parc territorial du Lac Chan

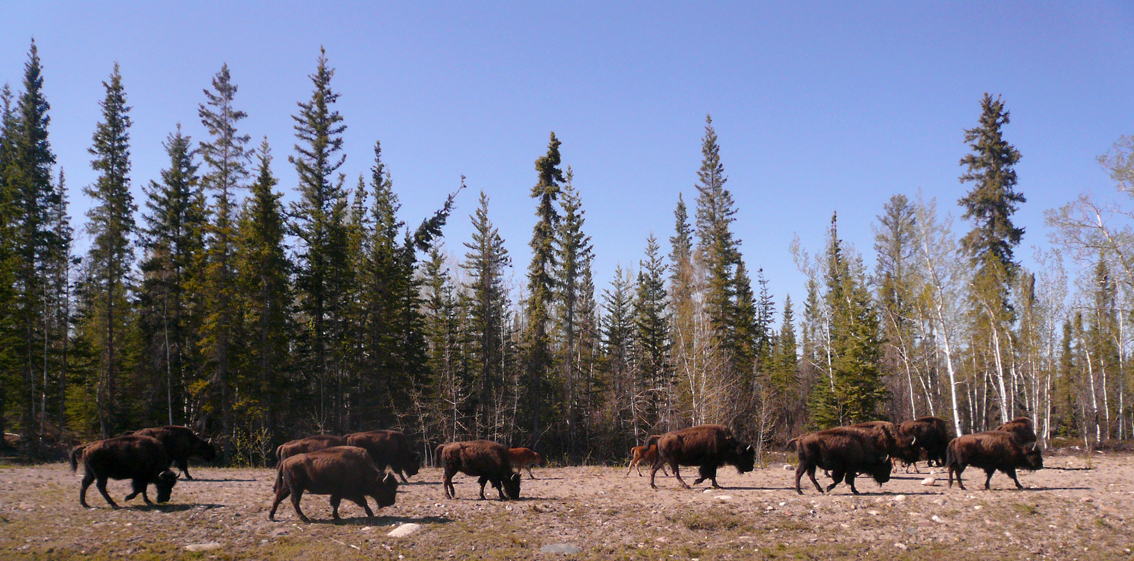
Bisons à côté de la route Yellowknife

Le parc provincial du Lac Chan est un petit parc provincial dans les Territoires du Nord-Ouest au Canada. Il fait partie des six parcs sur la route Yellowknife Highway (Hwy #3), et est l'un des trente-quatre parcs gérés par le gouvernement des Territoires du Nord-Ouest sous l'acte sur les parcs provinciaux de 1988.
Le parc se situe entre la route et le lac, 123 km au nord de l'intersection entre la route Yellowknife et la route Waterfall (Hwy #1), et se situe à la frontière nord du "Mackenzie Bison Sanctuary". Il propose des équipements pour les personnes voyageant entre Fort Providence et Yellowknif. L'administration la plus proche du parc est celle de Behchoko, anciennement Rae-Edzo.
Le parc est visitable de jour, il dispose de tables de pique-nique, de latrines et d'un abri pour cuisinersur un petit feu. Les animaux en laisse sont bienvenus. Le parc est ouvert du 15 mai au 15 septembre.
La réserve "Mackenzie Bison Sanctuary" est à moins de vingt minutes du parc, des bisons peuvent être croisés sur la route et dans le parc lui-même. Le lac est sur la route migratoire de nombreuses espèces de canards, d'oies, de plongeons et de cygnes, et des grues du Canada peuvent être aperçues.